# كوزلوفو
كوزلوفو هي قرية في التقسيم الإداري في شفيجي ضمن مقاطعة شفيجي في محافظة كويافيا-بوميرانيا في شمال وسط بولندا.  تقع على بعد حوالي 4 كيلومتر (2 ميل) غرب شفيجي، 42 كيلومتر (26 ميل) شمال شرق بيدغوز و 46 كيلومتر (29 ميل) شمال تورون.